# 松金線
松金線（日语：／）是一條連接石川縣金澤市野町站至石川郡松任町（現時：白山市）松任站之間，由北陸鐵道營運的鐵路線。開業時為馬車鐵路。
在第二次大戰期間，為了提供建材以延伸金澤市內線，野野市至野町站前之間被廢除。剩下區間由於需要建設國道8號（當時，現時縣道291號線）以及北陸鐵道經營合理化，便在1955年（昭和30年）11月15日全線廢除。在北陸鐵道眾多的廢除路線中，此路線較早時間已被廢除，其他路線在1960年代後旬起陸續廢除。

## 路線數據
- 路線距離（營業距離）：8.4公里（最頂盛時期）
- 軌距：1067毫米
- 雙線區間： 沒有（全線單線）
- 電氣化區間： 全線（直流電600V）
  - 野野市變電站（松金電車電氣化時）三相感應電動發電機（交流電一方3450V，直流電一方550V）直流電一方輸出75kW，製造商為奧村電機[1]

## 歴史
松任是石川郡役所的所在地，也是手取川沖積扇中心，因此該處以物資聚集而變得繁榮。在1898年官設鐵道北陸本線松任站開業，但是一日上下行班次只有5班，算不上便利。在1899年，當地有志者計劃敷設鐵路線連接松任至金澤之間。在1902年，松金馬車鐵道成立。社長是政友會所屬的代表田中喜太郎。在1904年，松任町至有松之間開業，翌年延伸至金澤市野町。在明治後期，鐵路班次為每40分鐘一班，1日共有20個往返班次。
金石馬車鐵道（金石電氣鐵道）是金澤近郊地區首條電氣化鐵路。而松金馬車鐵道也於1914年2月臨時股東大會中決定把路線電氣化，因此資本金額增加4萬日圓至22萬日圓。當初還預定把原本的共用軌道轉換為專用軌道，可是相關用地的地主拒絕提供。因此只好使用原本的馬車軌道，而由於在道路上需要進行擴寬工程，因此需要支付土地費用。在注資後，大股東變為橫山家的橫山芳松。
在計劃電氣化時期，石川鐵道正在建設新野野市至鶴來之間的路段。該路段與松金電車鐵道在野野市村附近設有相交地方。初時對於相交工程存在爭議，但是後來達成一致共識，並於相交處設置轉乘車站（野野市站）。鐵路電氣化和與石川鐵道聯絡運輸都使鐵路線客量增加，從而提高收益。
在1919年開業的金澤電氣軌道計劃敷設聯絡線連接松金電車鐵道和金石電氣鐵道。並且為了有效管理鐵路服務而討論進行合併。金石電氣鐵道方面，由於對方提出高額的收購價格而放棄了。松金電車鐵道方面，在股東大會中於沒有異議的情況下，於1920年完成合併手續。在收購後的松金線增加了兩處待避線，班次由35分鐘一班縮短至20分鐘一班，使增加了班次。客量也有所增加。
- 1904年（明治37年）11月1日 松金馬車鐵道松任町（後來名為八矢）至有松之間開業，軌距914毫米[6]。
- 1905年（明治38年）11月22日 有松至野町之間開業[6]。
- 1914年（大正3年）6月30日 公司改名為松金電車鐵道。
- 1916年（大正5年）
  - 3月13日 改軌距並電氣化[7]。
  - 日期不詳 八矢至松任之間 (0.4公里) 開業。
- 1920年（大正9年）3月25日 金澤電氣軌道（日语：金沢電気軌道）收購合併松金電車鐵道。
- 1941年（昭和16年）8月1日 北陸合同電氣（現時：北陸電力）成立，與金澤電氣軌道合併。
- 1942年（昭和17年）3月26日 北陸合同電氣的所有交通路線轉讓給北陸鐵道。
- 1944年（昭和19年）
  - 4月18日 野野市至野町之間 (3.2公里) 被廢除。
  - 10月23日 在野野市站開始與石川線直通運輸。
- 1955年（昭和30年）11月15日[8] 松任至野野市之間 (5.2公里) 被廢除。後來改用巴士行走。

## 運行形態
在馬車時代，從早上6時至晚上7時20分之間，每40分鐘一班，行車所需時間為50分鐘。
在松任站至野町站之間還在營業時，金澤市內線行走的電車會從松金線直通運輸至金澤市中心的香林坊。在野野市站至野町站之間廢除後，電車會從野野市站經石川線駛往野町站。

## 車站列表
車站名稱和所在地取自廢除一刻。所有車站都在石川縣。
| 中文站名   | 日文站名 | 英文站名           | 站間營業距離 | 累計營業距離 | 接續路線                               | 所在地         |
| ---------- | -------- | ------------------ | ------------ | ------------ | -------------------------------------- | -------------- |
| 野町站前   |          | Nomachiekimae      | -            | 0.0          | 北陸鐵道：金澤市內線、石川線（野町站） | 金澤市         |
| 八幡裏     |          | Hachimanura        | 0.2          | 0.2          |                                        | 金澤市         |
| 泉         |          | Izumi              | 0.2          | 0.4          |                                        | 金澤市         |
| 泉新町     |          | Izumishinmachi     | 0.4          | 0.8          |                                        | 金澤市         |
| 有松       |          | Arimatsu           | 0.5          | 1.3          |                                        | 金澤市         |
| 二萬堂     |          | Nimandō            | 0.3          | 1.6          |                                        | 金澤市         |
| 米泉       |          | Yonaizumi          | 0.5          | 2.1          |                                        | 金澤市         |
| 押野       |          | Oshino             | 0.5          | 2.6          |                                        | 石川郡押野村   |
| 野野市     |          | Nonoichi           | 0.6          | 3.2          | 北陸鐵道：石川線                       | 石川郡野野市町 |
| 中野野市   |          | Nakanonoichi       | 0.2          | 3.4          |                                        | 石川郡野野市町 |
| 野野市西口 |          | Nonoichinishiguchi | 0.3          | 3.7          |                                        | 石川郡野野市町 |
| 太平寺     |          | Taheiji            | 0.7          | 4.4          |                                        | 石川郡野野市町 |
| 稻荷       |          | Inari              | 0.3          | 4.7          |                                        | 石川郡野野市町 |
| 三日市     |          | Mikkaichi          | 0.7          | 5.4          |                                        | 石川郡鄉村     |
| 田中       |          | Tanaka             | 0.5          | 5.9          |                                        | 石川郡鄉村     |
| 本田中     |          | Hontanaka          | 0.3          | 6.2          |                                        | 石川郡鄉村     |
| 番匠       |          | Banjō              | 0.6          | 6.8          |                                        | 石川郡鄉村     |
| 德丸       |          | Tokumaru           | 0.5          | 7.3          |                                        | 石川郡松任町   |
| 八矢       |          | Yatsuya            | 0.7          | 8.0          |                                        | 石川郡松任町   |
| 東町       |          | Hagashimachi       | 0.2          | 8.2          |                                        | 石川郡松任町   |
| 松任       |          | Mattō              | 0.2          | 8.4          | 日本國有鐵道：北陸本線                 | 石川郡松任町   |

## 運輸、收支業務
| 年度 | 客運量（人） | 營業收入（日圓） | 営業費用（日圓） | 営業利潤（日圓） | 其他支出（日圓） | 支付利息（日圓） |
| ---- | ------------ | ---------------- | ---------------- | ---------------- | ---------------- | ---------------- |
| 1908 | 134,197      | 11,325           | 7,592            | 3,733            | 1,172            |                  |
| 1909 | 142,788      | 12,203           | 10,535           | 1,668            | 1,446            |                  |
| 1910 | 162,535      | 12,994           | 8,234            | 4,760            |                  | 800              |
| 1911 | 182,044      | 14,795           | 9,763            | 5,032            |                  | 532              |
| 1912 | 180,317      | 15,188           | 11,077           | 4,111            |                  | 452              |
| 1913 | 178,589      | 14,591           | 11,086           | 3,505            |                  | 517              |
| 1914 | 152,414      | 13,744           | 10,292           | 3,452            |                  | 483              |
| 1915 | 122,769      | 10,897           | 8,191            | 2,706            |                  | 75               |
| 1916 | 332,856      | 24,906           | 12,428           | 12,478           |                  | 5,080            |
| 1917 | 420,879      | 31,751           | 16,419           | 15,332           |                  | 5,067            |
| 1918 | 461,801      | 38,638           | 21,194           | 17,444           |                  | 5,000            |

- 參考自各年度版《鐵道院年報》、《鐵道院鐵道統計資料》、《鐵道省鐵道統計資料》

## 車輛
在電氣化開業時，引入了3架在1915年由梅鉢製造的木製兩軸車（1-3 載客量46人）。在1917年再引入1架來自名古屋電氣鐵道的木製兩軸車（4 載客量32人）。
截至1949年，設有以下車輛：
- De1-5→MoHa601-605 名古屋市電的半鋼製兩軸車。
- MoHa801、802 舊江之島電氣鐵道113、114。來自池上電氣鐵道電動列車#甲號電動列車（日语：池上電気鉄道の電車#甲号電車）
- MoHa1001、1002

## 注腳
1. ↑  《電気事業要覧. 第9回》（國立國會圖書館數碼化收藏）
2. 1 2 3 4 5  《日本全国諸会社役員録. 第27回》（国立国会図書館デジタルコレクション）
3. ↑  《日本全国諸会社役員録. 明治40年》（國立國會圖書館數碼化收藏）
4. ↑  《衆議院議員列伝》（國立國會圖書館數碼化收藏）
5. ↑  在金澤市史389頁指出是野野市東口停車場
6. 1 2  《鉄道院年報. 明治４２年度》（國立國會圖書館數碼化收藏）
7. ↑  《鉄道院年報. 大正4年度》（國立國會圖書館數碼化收藏）
8. ↑  和久田 (1993) p.93

## 相關項目
- 廢線